# Ambuvak

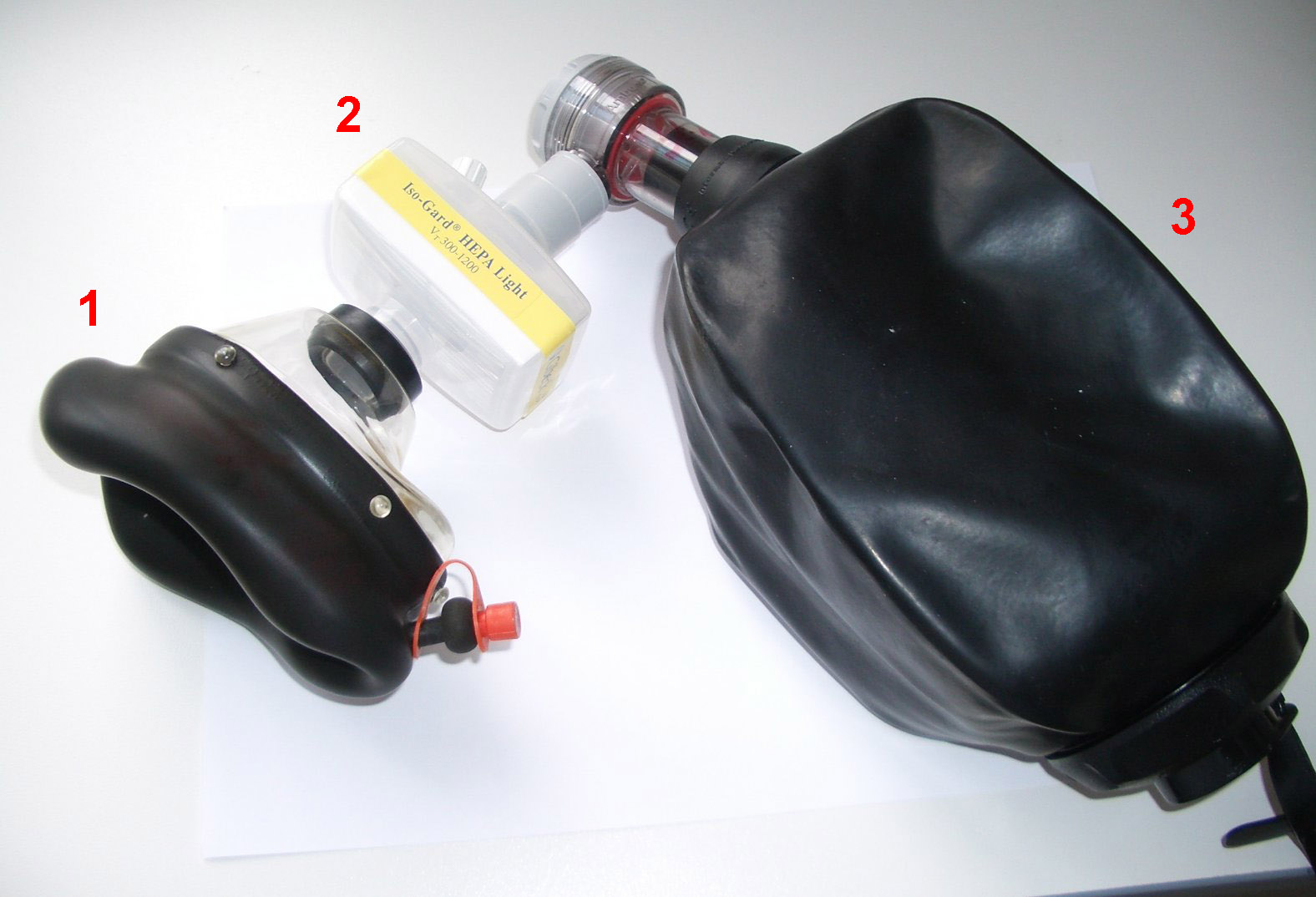
1 = maska, 2 = filtr, 3 = vak

Samorozpínací vak, zkráceně ambuvak (dle jména prvního výrobce) je ruční dýchací přístroj, kterým se dá nahradit vlastní dechová činnost nedýchajícího pacienta.
V anglické literatuře se ustálil název bag valve mask (BVM). Původní zkratka, která dala jméno celé výrobní společnosti Ambu zní Artificial Manual Breathing Unit. V češtině se rovněž používá výraz „ruční křísící vak“ či resuscitátor.
Skládá se z vaku a ventilů. Propojení s dýchacími cestami pacienta zajišťuje obličejová maska, či intubační rourka.
Zachránce přidržuje masku přes nos i ústa a současně zajišťuje uvolnění dýchací cest záklonem. Vak stlačuje rukou a tím dochází k proudění vzduchu do plic. Vakem je prováděna přetlaková mechanická ventilace, proto je správné (vzduchotěsné) držení masky zásadní. Dýchání obličejovou maskou je základní dovedností neodkladné medicíny, nezbytná pro další metody zajištění dýchacích cest. Nevýhodou je nutné použití obou rukou, špatně funkční je maska u pacientů bez zubů, obézních, s poraněním obličeje.
Použití ručního samorozpínacího vaku u intubovaných pacientů je záložní metodou u každého pacienta na mechanickém dýchacím přístroji.
Přídatnými doplňky samorozpínacího vaku jsou PEEP ventil, přetlakový ventil, rezervoár na kyslík, zdroj kyslíku a antibakteriální filtr.